# Rata Blanca Tour
Rata Blanca Tour fue la primera gira que realizó la banda argentina de heavy metal Rata Blanca, comenzando el 17 de diciembre de 1988 y terminando el 16 de enero de 1990, para presentar su álbum homónimo, que salió el 24 de octubre de 1988. Para esta primera parte, la banda contó con Saúl Blanch como cantante. Luego Blanch se retiró y entró a ocupar su lugar Adrián Barilari. Con él tocaron el 6 de octubre de 1989 en la Federación de Box, donde tocaría La Renga en el '93. En noviembre hicieron una gira por el sur de la Argentina, tocando en Halley, y en diciembre despidieron el año con dos conciertos en el Teatro Ópera y luego en enero de 1990 tocaron en Mar del Plata, para después meterse a los estudios a grabar su segundo disco, que lleva por nombre Magos, espadas y rosas.

## Lanzamiento del disco y gira

### 1988: Regreso de Saúl Blanch, lanzamiento del disco y primeras presentaciones
El 24 de octubre de 1988 sale el primer disco de la banda, simplemente autotitulado Rata Blanca. Contiene 9 temas, 7 son cantados y dos son instrumentales. A estos dos últimos temas se le atribuye la autoría de Roberto Conso, pese a que no haya sido integrante de la banda. Quedaron fuera de este disco los temas La bruja blanca, Frente a tus ojos, La piedra sagrada, La canción del guerrero, Rey de la revolución y Héroe de la eternidad. El primer tema mencionado se escribió en épocas de la anterior banda de Walter Giardino. El tercer tema fue grabado finalmente por Gabriel Marián en el séptimo y, por entonces, último trabajo de la banda. El cuarto tema fue grabado en el primer y único disco solista de Walter Giardino del año 1998. Fue grabado entre el 10 y 22 de agosto de 1988. Inicialmente, este disco iba a ser grabado con Shito Molina, pero debido a una seria afección en la garganta, no pudieron continuar con la grabación. Ingresa Lowi Novello, pero no prosperó y la banda se contactó otra vez con Saúl Blanch para terminar de grabar este disco. La portada consta de un castillo y la luna, y el logo de Rata. El disco es presentado en vivo el 17 de diciembre en el Teatro Alfil. Debido a que se agotaron las entradas, se agregó una nueva función esa misma noche. El 29 de diciembre, como broche de oro, la banda toca en el estadio de All Boys para despedir el año. Previamente, la banda dio un concierto el 20 de diciembre en el Estadio Chico.

### 1989: Últimos shows con Saúl Blanch y primeros shows con Adrián Barilari y Hugo Bistolfi
Comienzan el año 1989 tocando en Cemento el día 12 de enero, y el 25 tocan en La París Rock, en Mar del Plata. En febrero llegan por segunda vez a Halley, precisamente el 5. El 6 tocan en Rosario, cuyo recital se desarrolló en la Sociedad Rural. El 17 de marzo tocaron por primera vez en Airport, donde tocaron varias veces Los Redondos. En mayo, la banda toca en La Plata y después regresa a la discoteca Halley luego de unos meses sin tocar allí, ya que el último recital había sido el 5 de febrero. Previo a Halley, tocaron en el Cine Teatro Morón. Luego se presentaron en el Cine Teatro Helios. Luego, Saúl se aleja definitivamente de la banda alegando falta de democracia. Después de su salida, buscan otro nuevo cantante. Se supuso en un principio que Juan Antonio Ferreyra, también conocido como JAF, iba a ocupar su puesto, pero contactaron con Adrián Barilari, que en ese momento tocaba en Días de Gloria. La llegada se concretó gracias a Marcelo Michel, amigo en común de Walter y quien tocaba en Attaque 77. Su debut como cantante de Rata se produjo el 6 de octubre de 1989, en un recital en la Federación de Box, donde tocaría La Renga años más tarde. En noviembre tocan nuevamente en la discoteca Halley, luego hacen una gira por el interior de la Argentina entre el 5 de noviembre y el 17 de diciembre, y en diciembre despiden el año con dos shows en el Teatro Ópera los días 29 y 30 de diciembre. Previo al doblete capitalino, la banda hace dos shows en San Nicolás de los Arroyos (22 de diciembre) y Paraná (23 de diciembre). Ya para esa época también se sumó Hugo Bistolfi, que terminaría siendo tecladista estable.

### 1990: Final de la gira
Comienzan el año tocando por primera vez en Chaco el 15 de enero. El concierto tuvo lugar en el Club Hindú. El 16 de enero de 1990 llegan por segunda vez a Mar del Plata para tocar en el estadio Superdomo, y luego del show se meten en los estudios de grabación para terminar de grabar el segundo disco.

## Setlist
1. "Sólo para amarte"
2. "La misma mujer"
3. "La canción del guerrero"
4. "El sueño de la gitana"
5. "Preludio obsesivo"/"Otoño medieval"
6. "Chico callejero"

## Conciertos
| Fecha                                  | Ciudad                          | País      | Recinto                           |
| -------------------------------------- | ------------------------------- | --------- | --------------------------------- |
| América del Sur                        |                                 |           |                                   |
| 17 de diciembre de 1988 (Primer show)  | Buenos Aires                    | Argentina | Teatro Alfil                      |
| 17 de diciembre de 1988 (Segundo show) | Buenos Aires                    | Argentina | Teatro Alfil                      |
| 20 de diciembre de 1988                | Quilmes                         | Argentina | Estadio Chico                     |
| 29 de diciembre de 1988                | Buenos Aires                    | Argentina | Estadio All Boys                  |
| 12 de enero de 1989                    | Buenos Aires                    | Argentina | Cemento                           |
| 25 de enero de 1989                    | Mar del Plata                   | Argentina | La París Rock                     |
| 5 de febrero de 1989                   | Buenos Aires                    | Argentina | Halley Discotheque                |
| 6 de febrero de 1989                   | Rosario                         | Argentina | Sociedad Rural                    |
| 18 de febrero de 1989                  | Buenos Aires                    | Argentina | Cemento                           |
| 17 de marzo de 1989                    | Buenos Aires                    | Argentina | Airport Discotheque               |
| 6 de mayo de 1989                      | Morón                           | Argentina | Cine Teatro Morón                 |
| 12 de mayo de 1989                     | La Plata                        | Argentina | Teatro Ciudad de La Plata         |
| 26 de mayo de 1989                     | Buenos Aires                    | Argentina | Halley Discotheque                |
| 23 de junio de 1989                    | Ciudad Jardín Lomas del Palomar | Argentina | Cine Teatro Helios                |
| 23 de septiembre de 1989               | San Justo                       | Argentina | Skylab                            |
| 29 de septiembre de 1989               | La Plata                        | Argentina | Polideportivo Gimnasia y Esgrima  |
| 6 de octubre de 1989                   | Buenos Aires                    | Argentina | Federación de Box                 |
| 3 de noviembre de 1989                 | Buenos Aires                    | Argentina | Halley Discotheque                |
| 5 de noviembre de 1989                 | Neuquén                         | Argentina | Estadio Ruca Che                  |
| 11 de noviembre de 1989                | Caleta Olivia                   | Argentina | Aeródromo Municipal               |
| 17 de noviembre de 1989                | Bariloche                       | Argentina | Club Bomberos Voluntarios         |
| 18 de noviembre de 1989                | Comodoro Rivadavia              | Argentina | Estadio Huracán                   |
| 19 de noviembre de 1989                | Trelew                          | Argentina | Estadio Racing Club               |
| 25 de noviembre de 1989                | Río Gallegos                    | Argentina | Boxing Club                       |
| 26 de noviembre de 1989                | Río Gallegos                    | Argentina | Boxing Club                       |
| 1 de diciembre de 1989                 | Puerto Madryn                   | Argentina | Estadio Raúl Conti                |
| 2 de diciembre de 1989                 | Comodoro Rivadavia              | Argentina | Estadio Huracán                   |
| 3 de diciembre de 1989                 | Caleta Olivia                   | Argentina | Aeródromo Municipal               |
| 5 de diciembre de 1989                 | Trelew                          | Argentina | Estadio Racing Club               |
| 7 de diciembre de 1989                 | Viedma                          | Argentina | Estadio Cayetano Arias            |
| 8 de diciembre de 1989                 | Neuquén                         | Argentina | Estadio Ruca Che                  |
| 9 de diciembre de 1989                 | General Roca                    | Argentina | Estadio Luis Maiolino             |
| 10 de diciembre de 1989                | Bariloche                       | Argentina | Club Bomberos Voluntarios         |
| 15 de diciembre de 1989                | San Luis                        | Argentina | Estadio El Coliseo                |
| 16 de diciembre de 1989                | Mendoza                         | Argentina | Estadio Bautista Gargantini       |
| 17 de diciembre de 1989                | San Juan                        | Argentina | Estadio Ingeniero Hilario Sánchez |
| 22 de diciembre de 1989                | San Nicolás de los Arroyos      | Argentina | Club Belgrano                     |
| 23 de diciembre de 1989                | Paraná                          | Argentina | Complejo Turístico Ciudad del Sol |
| 29 de diciembre de 1989                | Buenos Aires                    | Argentina | Teatro Ópera                      |
| 30 de diciembre de 1989 (Primer show)  | Buenos Aires                    | Argentina | Teatro Ópera                      |
| 30 de diciembre de 1989 (Segundo show) | Buenos Aires                    | Argentina | Teatro Ópera                      |
| 15 de enero de 1990                    | Resistencia                     | Argentina | Club Hindú                        |
| 16 de enero de 1990                    | Mar del Plata                   | Argentina | Estadio Superdomo                 |

## Países visitados
- Argentina

## Formación durante la primera parte de la gira
- Saúl Blanch - Voz (1987-1989)
- Walter Giardino - Guitarra líder (1986-1997, 2000-Actualidad)
- Sergio Berdichevsky - Guitarra rítmica (1986-1997)
- Guillermo Sánchez - Bajo (1987-1997, 2000-2017)
- Gustavo Rowek - Batería (1986-1997)

## Formación durante la segunda parte de la gira
- Adrián Barilari - Voz (1989-1993, 2000-Actualidad)
- Walter Giardino - Guitarra líder (1986-1997, 2000-Actualidad)
- Sergio Berdichevsky - Guitarra rítmica (1986-1997)
- Guillermo Sánchez - Bajo (1987-1997, 2000-2017)
- Hugo Bistolfi - Teclados (1989-1993, 2000-2010)
- Gustavo Rowek - Batería (1986-1997)